# Township 12 (Arkansas)
Le township 12 est l'un des treize townships du comté de Benton, en Arkansas, aux États-Unis.